# Пупликов, Юрий Александрович
Юрий Александрович Пупликов (12 августа 1935, г. Арзамас Горьковской области (ныне Нижегородская область) — 14 февраля 2006) — белорусский государственный деятель, бывший председатель Государственных комитетов Белорусской ССР и Республики Беларусь по делам строительства (1986-1993), заслуженный строитель БССР.

## Биография
В 1960 году окончил Белорусский политехнический институт.
В разные годы возглавлял минский строительный трест № 5, который отстраивал минские тракторный завод, автомобильный завод, моторный, шарикоподшипниковый, производственные объединения «Интеграл» и «Горизонт», строительный трест № 37, который начал строительство города Лангепаса. Работал заместителем председателя Минского городского исполкома, заместителем министра промышленного строительства БССР — начальником комбината «Минскстрой».
В 1983 году возглавил строительство минского метрополитена, под его руководством строительство 1-й очереди Минского метро было завершено на 10 месяцев раньше намеченного срока.
С 1986 по 1990 годы был редактором журнала «Строительство и архитектура Беларуси».
С 1998 года был председателем Союза строителей Республики Беларусь.
Мастер спорта по велосипедному спорту, входил в сборную БССР.

## Сноски
1. ↑  Постановление Верховного Совета Республики Беларусь N 2124—XII от 26 января 1993 года «О Председателе Государственного комитета Республики Беларусь по архитектуре и строительству». Дата обращения: 21 сентября 2016. Архивировано из оригинала 9 декабря 2017 года.
2. ↑  УП «Минскметрострой» как это было. Дата обращения: 21 сентября 2016. Архивировано из оригинала 5 марта 2016 года.
3. ↑  35 лет на информационном поле Беларуси. Дата обращения: 21 сентября 2016. Архивировано 16 марта 2016 года.